# Grenadier Guards

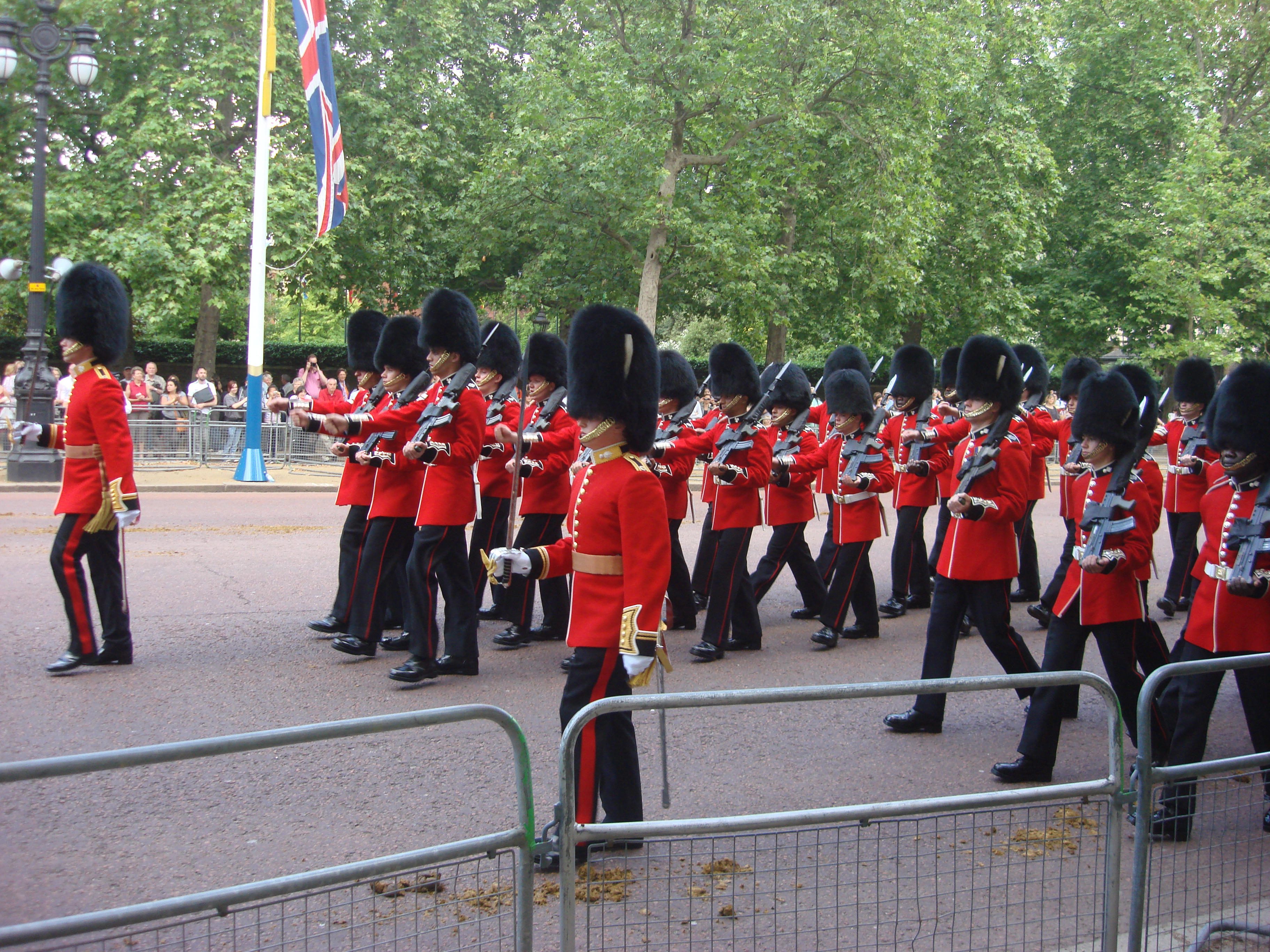
Grenadier Guards en la ceremonia de Trooping the Colour (2009).

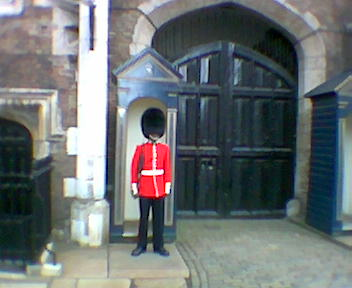
Centinela de las Grenadier Guards frente del palacio de St James.

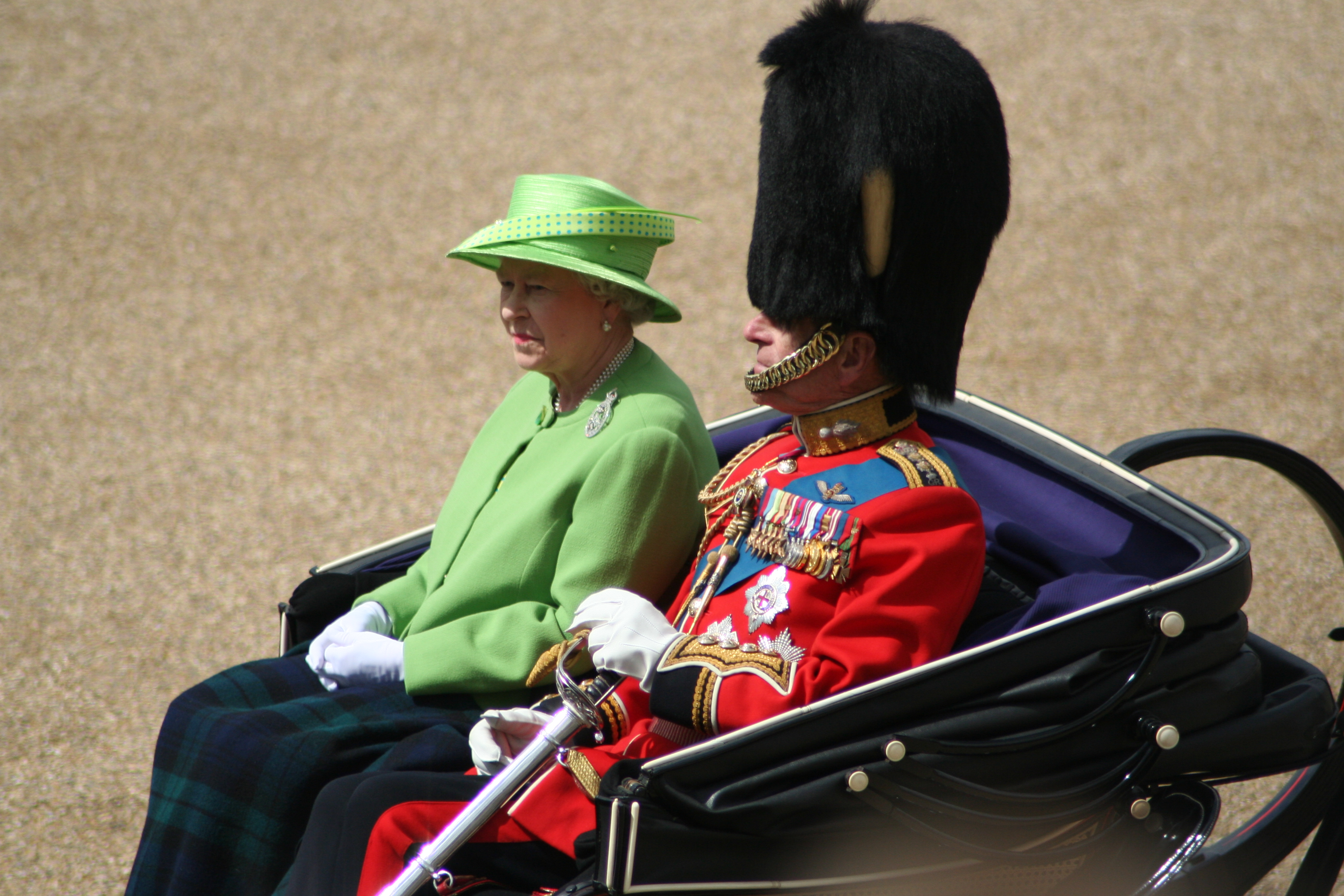
La reina Isabel II, Colonel-in-chief del regimiento, sentada junto a su marido, el duque de Edimburgo, como coronel del regimiento, en su faetón, con ocasión del Trooping the Colour (2007).

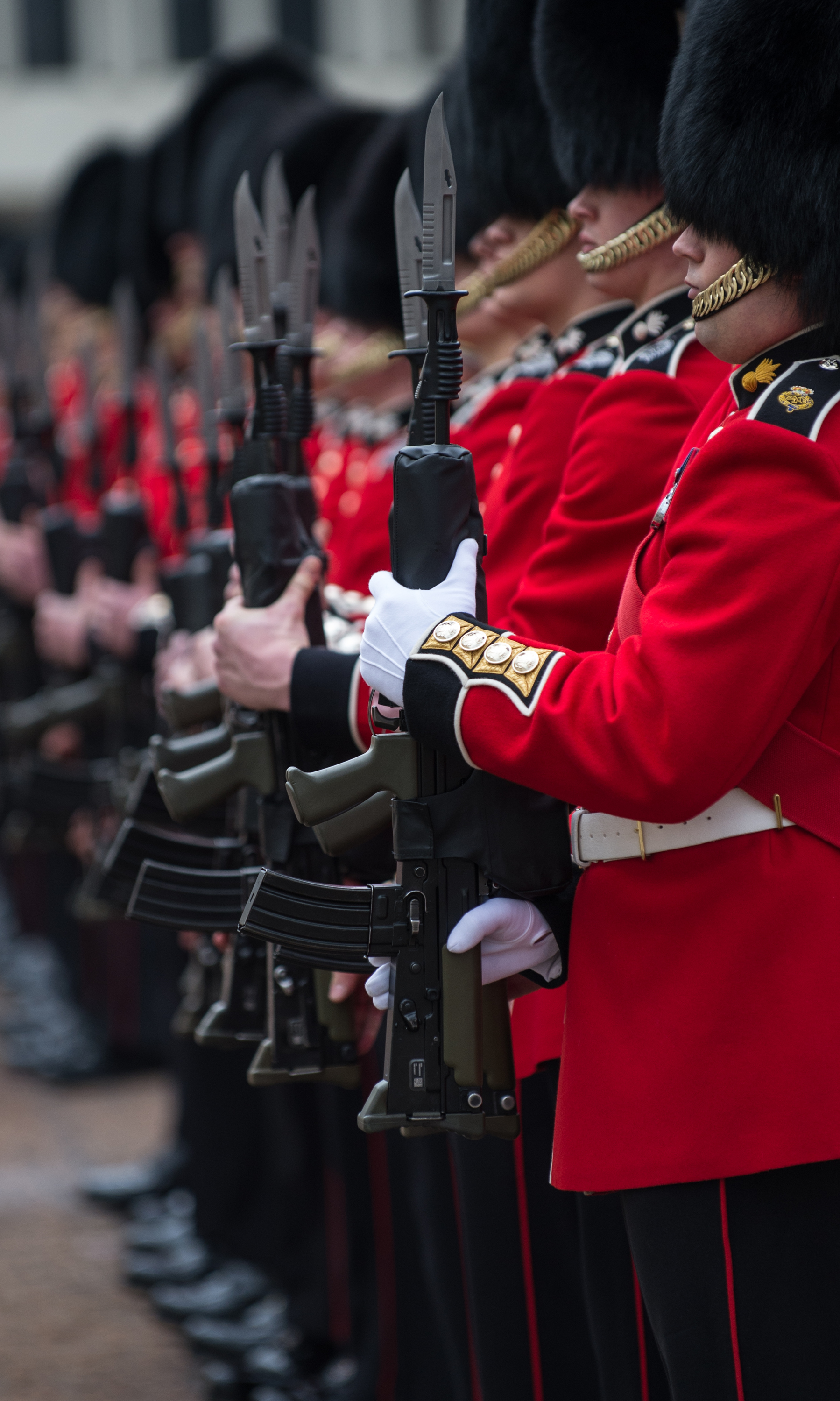

Los Grenadier Guards (GREN GDS) –Granaderos de la Guardia– es un regimiento de infantería del Ejército Británico que junto con otro cuatro regimientos de infantería (Coldstream Guards, Scots Guards, Irish Guards y Welsh Guards) forman la Footmen Division (Foot Guards) de la Casa Real del Reino Unido, y estas, junto con la Household Cavalry forman la Household Division.
Aunque el uniforme ceremonial de todos los regimientos de Foot Guards consiste en guerrera roja, con distintos detalles, y gorro alto (colbac) hecho de piel de oso negro canadiense, él de los Grenadier Guards se distingue por llevar penacho blanco en el lado izquierdo del colbac, insignias de granadas en el cuello, y una fila de botones de la guerrera separados en la manera «normal».
Desde 1901, el monarca es el Coronel en jefe del regimiento. Por su parte, desde 1975 hasta 2017, Felipe de Edinburgo era el coronel honorario del regimiento, un cargo ceremonial.

## Historia
En el siglo XVII, los Grenadier Guards participaron en Guerra de Sucesión Española, Guerra de Sucesión Austriaca y la Guerra de los Siete Años. En 1667, John Churchill, el futuro I duque de Marlborough, se alistó en el regimiento como alférez, llegando a ser su comandante en jefe entre 1704 y 1711 y, de nuevo, entre 1714 y 1722.